# Dyspetes nogodanus
Dyspetes nogodanus är en stekelart som beskrevs av Lee och Cha 1993. Dyspetes nogodanus ingår i släktet Dyspetes och familjen brokparasitsteklar. Inga underarter finns listade i Catalogue of Life.